# 牛耳枫叶海桐
牛耳枫叶海桐（学名：Pittosporum daphniphylloides），为海桐花科海桐花属下的一个植物种。